# Дюмоншо, Шарль Франсуа
Шарль Франсуа Дюмоншо (фр. Charles-François Dumonchau; 11 апреля 1775, Страсбург — 31 декабря 1820, Лион) — французский композитор и пианист.
Сын Шарля Жозефа Дюмоншо, известного в Страсбурге дирижёра и виолончелиста. Начал учиться музыке у своего отца, затем отправился в Париж, где частным образом учился игре на фортепиано у Йозефа Вёльфля. В 1805 г. в парижском Театре ворот Сен-Мартен была с успехом поставлена опера «Казацкий офицер» (фр. L'Officier cosaque), написанная Дюмоншо в соавторстве с Л. Джанеллой. Затем вернулся на некоторое время в Страсбург, а с 1809 г. жил и работал в Лионе. Написал 33 фортепианные сонаты, несколько сонат для скрипки (часть из них посвящена Родольфу Крейцеру, с которым Дюмоншо сдружился в парижский период).